# Molophilus burraganee
Molophilus burraganee là một loài ruồi trong họ Limoniidae. Chúng phân bố ở miền Australasia.